# Tui

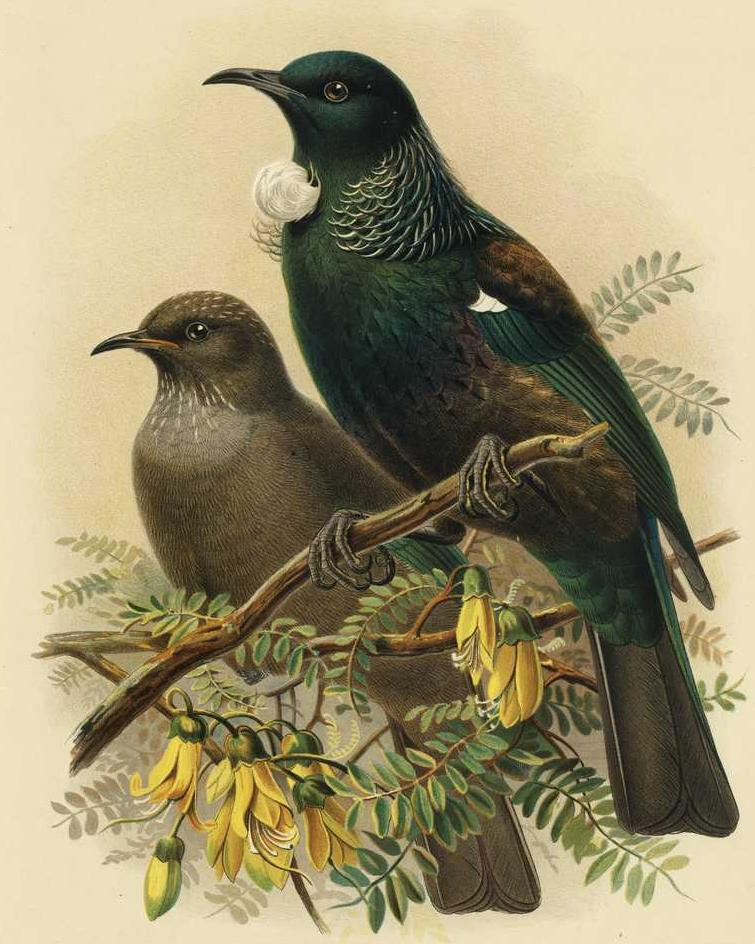
Egy régi ábrázolás egy kifejlett és egy fiatal tuiról

A tui (Prosthemadera novaeseelandiae) a madarak osztályának a verébalakúak (Passeriformes) rendjébe, ezen belül a mézevőfélék (Meliphagidae) családjába tartozó Prosthemadera nem egyetlen faja.
A fajt majdnem minden nyelven a maori eredetű nevén ismerik.

## Előfordulása
A tui Új-Zéland endemikus madárfaja. A szigetország több szigetén is honos, így költ az Északi-szigeten, a Déli-sziget nyugati és déli részén, a Stewart-szigeten. Ezen kívül előfordul a Kermadec-szigetek közé tartozó Raoul-szigeten és az Auckland-szigeteken, ahol az ott szintén előforduló csengőmadárral együtt a legdélebbi képviselője a mézevőféléknek. 
Egy elkülönült alfaja él az Új-Zélandhoz tartozó Chatham-szigeteken, mely mára veszélyeztetetté vált.
Az erdők lakója. Hegyvidékeken egészen 1200 méteres tengerszint feletti magasságig megtalálható. A gyümölcsültetvényeken és kertekben is megjelenik.

## Alfajai
- (Prosthemadera novaeseelandiae novaeseelandiae) - Új-Zéland és az Auckland-szigetek
- Prosthemadera novaeseelandiae chathamensis - Chatham-szigetek
- Prosthemadera novaeseelandiae kermadecensis - Kermadec-szigetek

## Megjelenése
A hím testhossza 32 centiméter, a tojóé 27 centiméter. A legnagyobb mézevő madarak közé tartozik. Karcsú teste és hosszú, kihegyesedő farka van. Színezete sötétbarna, majdnem fekete. Napfényben azonban testének jelentős része zöldes vagy kékes fényben csillog. Különös ismertetőjele a nyaka körül levő fehér tollgallér és a nyakán levő kis fehér tollfodor.
A tui hangja jellegzetes, éles és igen erős. Éneke nagyon összetett, az új-zélandiak szerint a legszebben éneklő madár.

## Életmódja
Többnyire magányosan a fákon keresgéli rovarokból és nektárból álló táplálékát. Megeszi a bokrokon és kerti fákon lévő gyümölcsöket is, mellyel károkat is okoz.
A mézevők többségével ellentétben nem túl agresszív faj. Előszeretettel társul más madarakkal, így pápaszemes madarakkal, a rokon csengőmadárral és a szintén endemikus óriás gyümölcsgalambbal is.
A tui igen intelligens faj, majdnem annyira eszes, mint a papagájok.
|  |  |

## Szaporodása
Magas fák ágvillájába gallyakból, levelekből és kéregből készíti csésze alakú fészkét, melyet fűvel, mohával, zuzmóval néha tollakkal bélel ki. A tojó 2-4 tojást rak, melyeket egymaga költ ki 14 nap alatt. Közben a hím egy közeli fán ül és hangosan énekel. A kikelés utáni első négy napban az anya eteti a fiókákat nektárral és apró rovarokkal. Később a hím is segít az etetésben. A fiatal madarak három hét múlva repülnek ki a fészekből.

## Természetvédelmi helyzete
Az európaiak megjelenése után a betelepített emlős ragadozók és a szintén betelepített pásztormejnó (Acridotheres tristis) miatt (mely részben táplálék- részben fészekkonkurense) a tui nagyon megritkult. Később azonban jól alkalmazkodott a megváltozott körülményekhez, így kivételes endemikus fajként ma sem fenyegeti semmilyen veszély. A külvárosi kertekben is megtalálta életfeltételeit.
Az új-zélandiak nagyon kedvelik a tuit. Ez volt az első faj, amelyik megkapta az „év madara” címet Új-Zélandon 2005-ben.

## Külső hivatkozások
- Képek az interneten a fajról
- Internet Bird Collection - videók a fajról
- További információk a tuiról (angol)